# Représentations diplomatiques du Burkina Faso

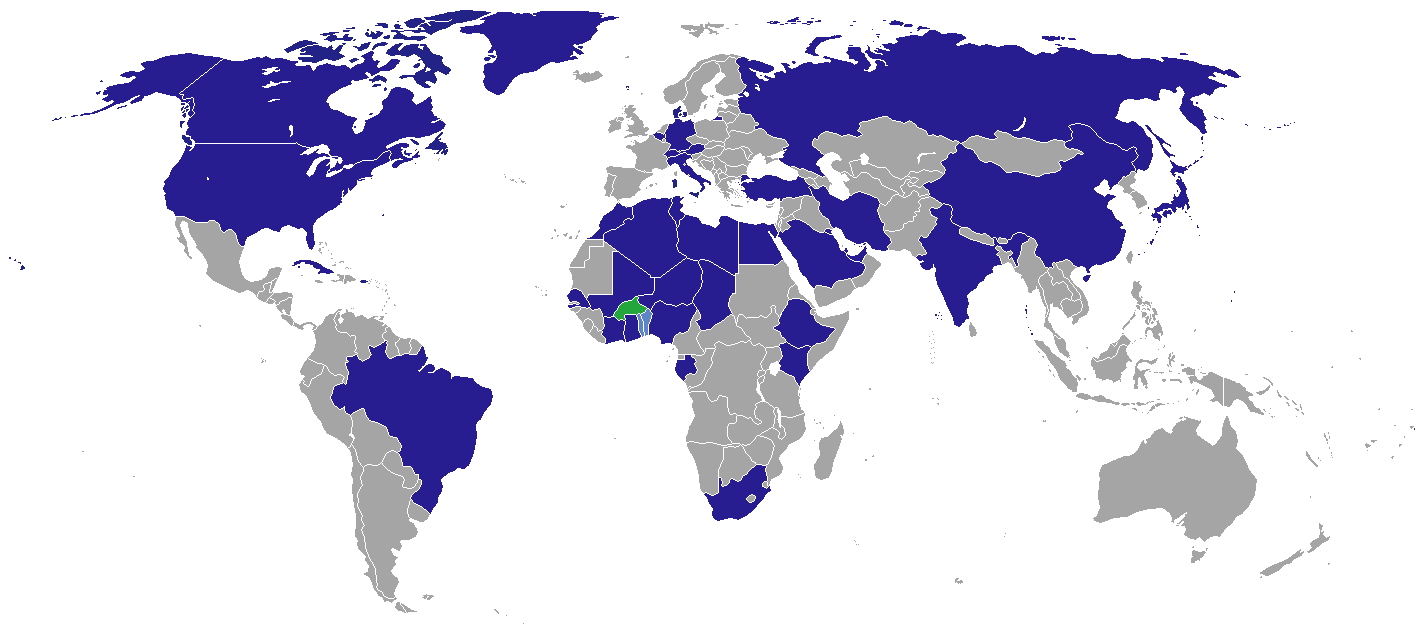
Missions diplomatiques du Burkina Faso.

Cet article liste les représentations diplomatiques du Burkina Faso à l'étranger, en excluant les consulats honoraires.

## Afrique
- Afrique du Sud
  - Pretoria (ambassade)
- Algérie
  - Alger (ambassade)
- Bénin
  - Cotonou (consulat général)
- Côte d'Ivoire
  - Abidjan (ambassade)
  - Bouake (consulat général)
  - Soubré (consulat général)
- Égypte
  - Le Caire (ambassade)
- Éthiopie
  - Addis-Abeba (ambassade)
- Gabon
  - Libreville (ambassade)
- Ghana
  - Accra (ambassade)
  - Kumasi (consulat général)
- Kenya
  - Nairobi (ambassade)
- Libye
  - Tripoli (ambassade)
- Mali
  - Bamako (ambassade)
- Maroc
  - Rabat (ambassade)
- Niger
  - Niamey (ambassade)
- Nigeria
  - Abuja (ambassade)
- Sénégal
  - Dakar (ambassade)
- Tchad
  - N'Djaména (ambassade)
- Togo
  - Lomé (consulat général)
- Tunisie
  - Tunis (ambassade)

## Amériques
- Brésil
  - Brasilia (ambassade)
- Canada
  - Ottawa (ambassade)
- Cuba
  - Havana (ambassade)
- États-Unis
  - Washington (ambassade)

## Asie
- Arabie saoudite
  - Riyad (ambassade)
  - Djeddah (consulat général)
- Émirats arabes unis
  - Abou Dabi (ambassade)
- Chine
  - Pékin (ambassade)
- Inde
  - New Delhi (ambassade)
- Iran
  - Téhéran (ambassade)
- Japon
  - Tokyo (ambassade)
- Koweït
  - Koweït ville (ambassade)
- Qatar
  - Doha (ambassade)
- Turquie
  - Ankara (ambassade)

## Europe
- Allemagne
  - Berlin (ambassade)
- Autriche
  - Vienne (ambassade)
- Belgique
  - Bruxelles (ambassade)
- Danemark
  - Copenhague (ambassade)
- France
  - Paris (ambassade)
- Italie
  - Rome (ambassade)
- Russie
  - Moscou (ambassade)
- Suisse
  - Genève (ambassade)
- Vatican
  - Rome (ambassade)

## Organisations internationales
- Addis-Abeba (mission permanente auprès de l'Union africaine)
- ONU
  - Genève (mission permanente auprès de l'ONU et d'autres organisations internationales)
  - New York (mission permanente auprès de l'ONU )

## Galerie

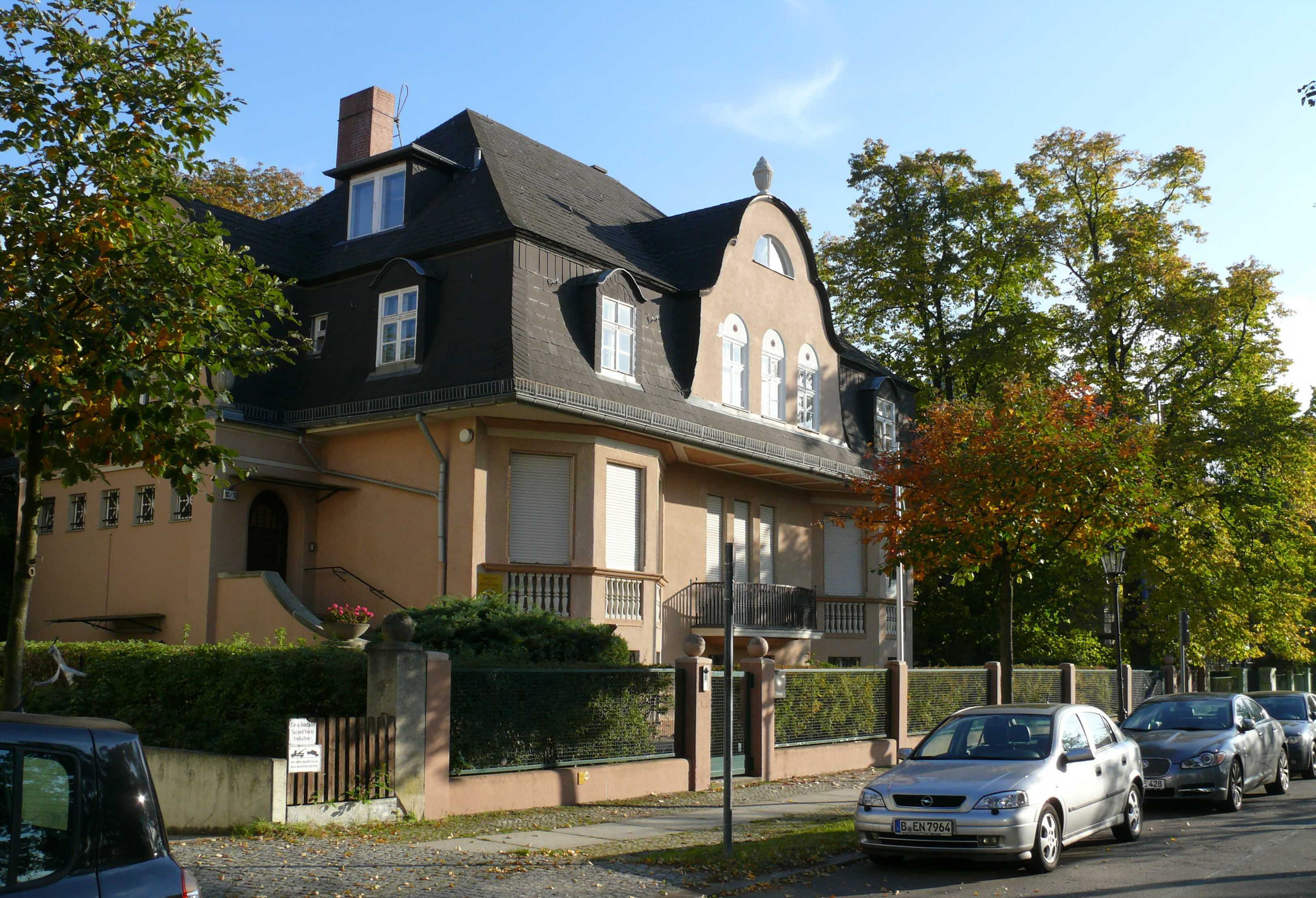
Ambassade à Berlin.
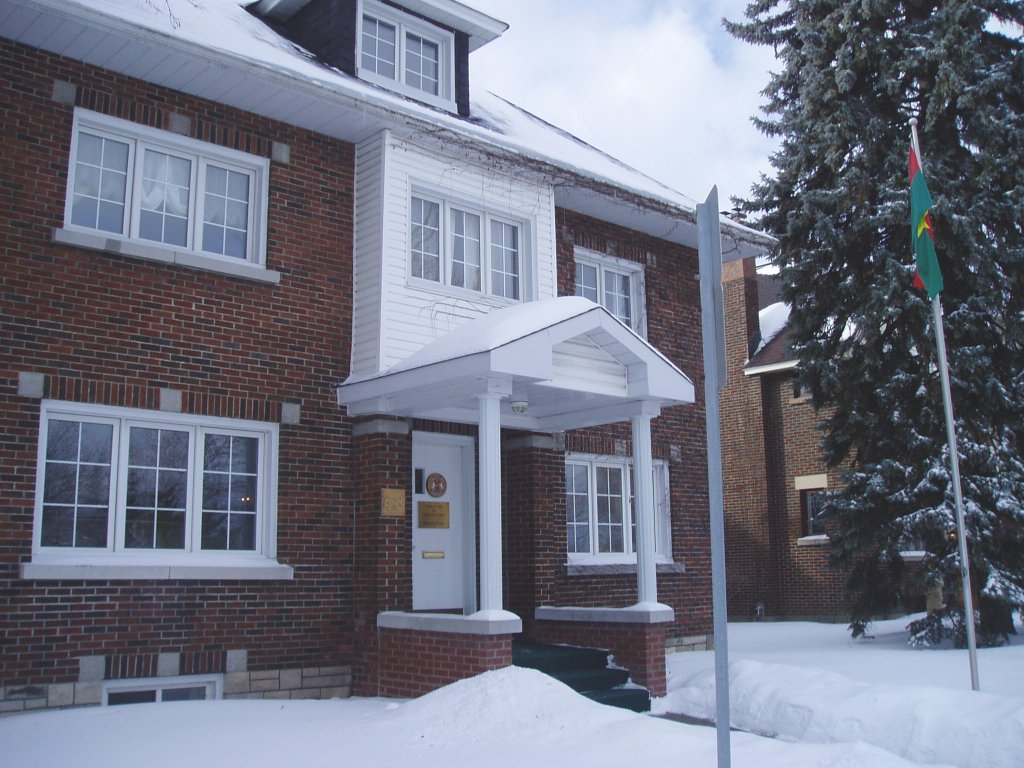
Ambassade à Ottawa.
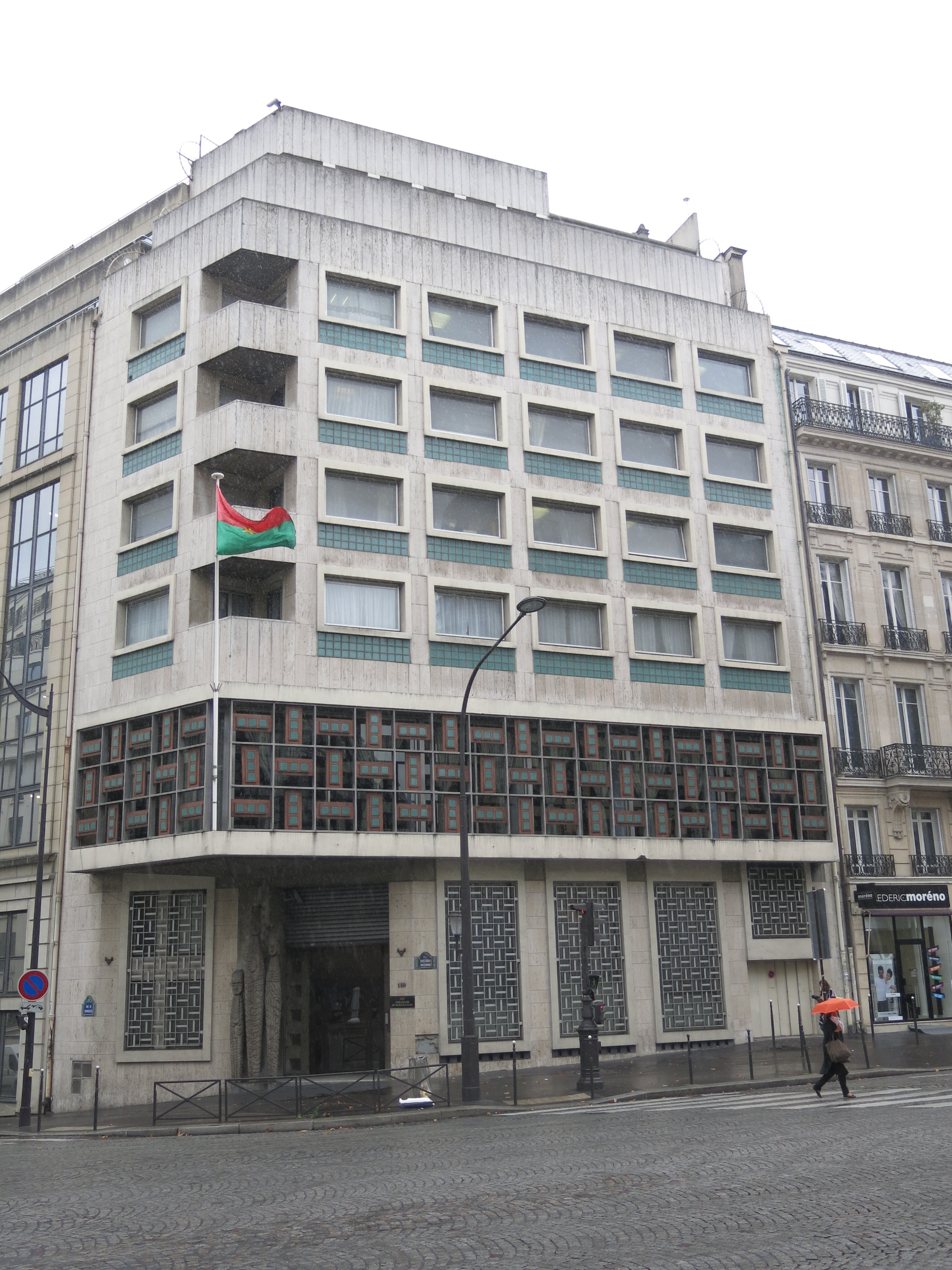
Ambassade à Paris.
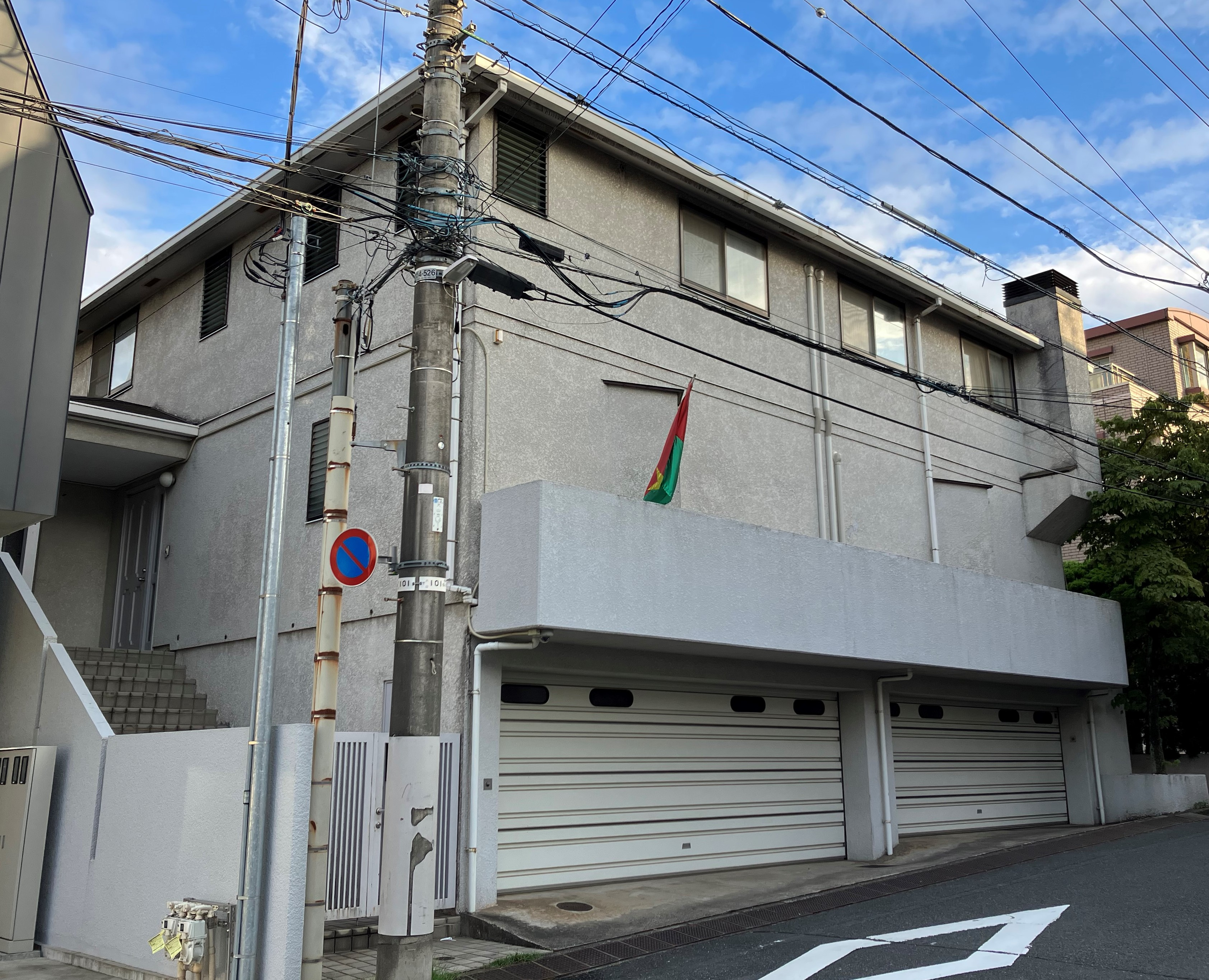
Ambassade à Tokyo.
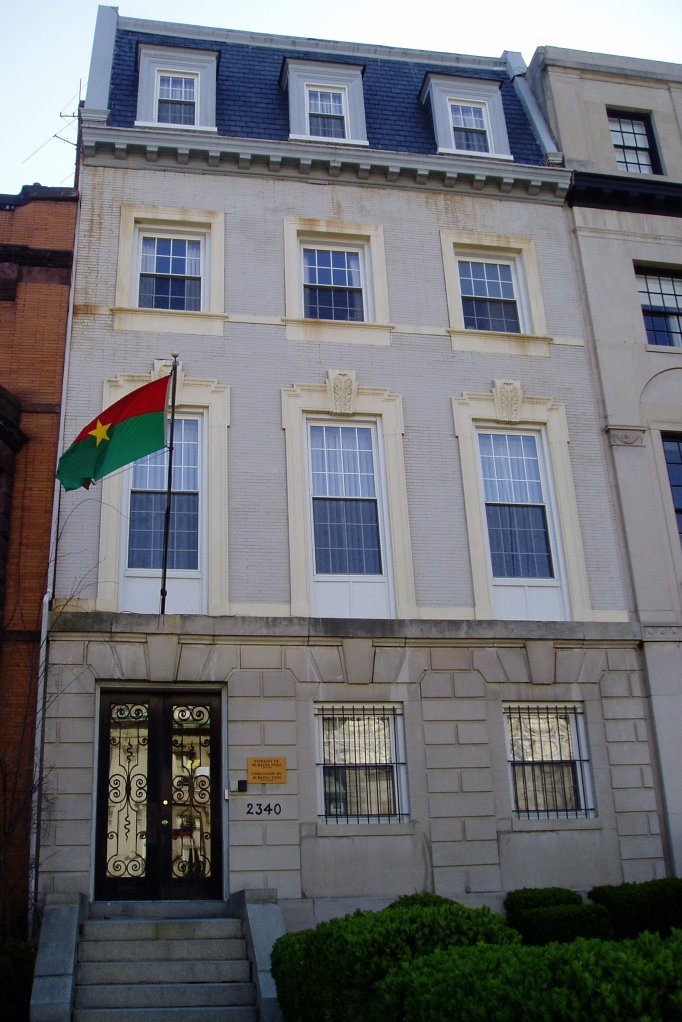
Ambassade à Washington.